# Finestrat
Finestrat község Spanyolországban, Alicante tartományban. Lakosainak száma 9352 fő (2024). Finestrat Benidorm, Benimantell, Orxeta, Polop, Sella és Villajoyosa községekkel határos.

## Népesség
A település lakosságának változását az alábbi diagram mutatja:
| Lakosok száma | 2333 | 3377 | 4172 | 6137 | 6807 | 6265 | 6090 | 6715 | 7402 | 9352 |
|               | 2001 | 2004 | 2006 | 2009 | 2011 | 2014 | 2016 | 2019 | 2021 | 2024 |